# Peter Beat Wyrsch
Peter Beat Wyrsch (* 13. April 1946 in Stans) ist ein Schweizer Theaterregisseur und Intendant.
Nach Studien der Musikwissenschaft in Basel und Erlangen arbeitete er als Assistent am Theater Basel und bei den Salzburger Osterfestspielen unter Herbert von Karajan.
Er war Mitbegründer der Nürnberger Pocket Opera Company und deren Leiter von 1974 bis 2007. Mit diesem Ensemble führten ihn Gastspiele unter anderem nach Edinburgh, London, Mailand, Florenz, Mexiko und New York City. Nach einem Engagement als Oberspielleiter am Theater Ulm wechselte er zur Saison 1996/1997 in die Opernleitung der Städtischen Bühnen Münster, wo er insbesondere mit seinen Inszenierungen der Werke Richard Wagners internationale Aufmerksamkeit erregte. Als Gast inszenierte er an verschiedenen Bühnen in Europa und Übersee. Er gilt dabei als Experte für zeitgenössisches Musiktheater.
Von 2007 bis 2013 war er Intendant und Operndirektor des Theaters Biel Solothurn. 2018 war er kommissarischer Operndirektor am Theater und Orchester Heidelberg. Ebenfalls 2018 Mitarbeit am Dokumentarfilm „Nach dem Sturm – 1968 und der Aufbruch in der Innerschweiz“ (Film von Beat Bieri und Jörg Huwyler). 

## Auszeichnungen
- 2006 Preis der Stadt Nürnberg

## Wichtige Inszenierungen
- 1999–2001: Der Ring des Nibelungen (Richard Wagner)
- 2004: Lohengrin (Richard Wagner)
- 2006: Tannhäuser (Richard Wagner)
- 2007: I due Foscari (Giuseppe Verdi)
- 2009: Amadis (Jean-Baptiste Lully)
- 2009: Die Zauberflöte (Wolfgang Amadeus Mozart)
- 2011: L’italiana in Algeri (Gioachino Rossini)
- 2012: Zar und Zimmermann (Albert Lortzing)
- 2013: Rigoletto (Giuseppe Verdi)
- 2013: Heile Welt (Urs Peter Schneider) – Uraufführung
- 2014: Heile Welt (Urs Peter Schneider) – Gastspiele in Dortmund und Gelsenkirchen